# Beatrix Schröer
Beatrix Schröer, född den 4 maj 1963 i Meissen i Tyskland, är en östtysk roddare.
Hon tog OS-guld i fyra utan styrman i samband med de olympiska roddtävlingarna 1988 i Seoul.